# Avant de partir (chanson de Booba)
Pour les articles homonymes, voir Avant de partir.
Singles de Booba
Baby
(2004) Mon son
(2005)
Avant de partir est une chanson interprétée par le rappeur français Booba. C'est le quatrième et dernier single de son second album studio, Panthéon sorti le 11 mai 2004. Le morceau a été produit par Four Tracks.

## Liste des pistes
| 1. | Avant de partir (Radio Edit)           | 4:11 |
| 2. | Avant de partir (featuring Léya Masry) | 5:23 |

## Classement
| Classement                   | Meilleure position |
| ---------------------------- | ------------------ |
| France (SNEP)                | 24                 |
| Belgique (Wallonie Ultratip) | 17                 |